# Agrifina Circle
L'Agrifina Circle, ufficialmente la Teodoro F. Valencia Circle, è una rotatoria (in inglese traffic circle) all'interno della porzione orientale di Parco Rizal a Manila, nelle Filippine.

## Etimologia
Il nome "Agrifina" è una parola macedonia delle parole "Agricoltura" e "Finanze" dalmomwmto che due edifici neoclassici ubicati alle estremità opposte della rotatoria ospitavano in precedenza i Dipartimenti dell'Agricoltura e delle Finanze. L'ex edificio del Dipartimento delle Finanze oggi ospita il Museo nazionale di antropologia, mentre l'ex edificio del Dipartimento dell'Agricoltura ospitava in precedenza il Dipartimento del Turismo fino al 2015, quando fu svuotato per fare spazio al nuovo Museo nazionale di storia naturale.
La rotatoria fu rinominata ufficialmente Teodoro F. Valencia Circle il 5 gennaio 1990 attraverso la Legge della Repubblica n. 6836.

## Storia
L'Agrifina Circle era destinata ad essere una grande piazza civica che collegava il progettato Palazzo Nazionale del Campidoglio a cinque edifici a forma di cuneo che comprendevano i palazzi dei Dipartimenti delle Finanze e dell'Agricoltura.
Dopo la Seconda guerra mondiale, quando fu deciso che la capitale delle Filippine dovesse essere spostata a Quezon City, l'allora piazza fu convertita in una rotonda. Il traffico veicolare fu permesso nella strada fino alla fine degli anni 1960 quando Parco Rizal fu consolidato e la maggior parte delle strade che attraversavano il parco furono pedonalizzate. Una fontana e una pista di pattinaggio a rotelle furono installate nell'isola centrale.
C'erano piani per costruire una torre di osservazione di 390 m, la Luneta Tower, nell'Agrifina Circle per il Centesimo anniversario dell'Indipendenza delle Filippine nel 1998. La decisione di costruire la torre nel sito, tuttavia, era controversa e alla fine il piano fu accantonato.
Verso l'anno 2000, il Monumento Binhi ng Kalayaan era al posto della fontana con la pista di pattinaggio a rotelle ancora presente.
La Sentinella della Libertà, un monumento dedicato a Lapu-Lapu, sostituì la struttura nel 2004.

## Disposizione
| Lato orientale                  |                          |                                    |   |                                                 |
| Taft Avenue                     |                          |                                    |   |                                                 |
| Giardino Binhi ng Kalayaan      | *                        | Mappa in rilievo delle Filippine   | * | Parco per bambini                               |
| Strada                          |                          | Agrifina Circle                    |   | General Luna Street                             |
| Museo nazionale di antropologia | Sentinella della Libertà | Museo nazionale di storia naturale |   |                                                 |
| Strada                          | Agrifina Circle          | Strada                             |   |                                                 |
| Orchideario                     | *                        | Cippo Bisig                        | * | Complesso Comitato di sviluppo Parchi nazionali |
| Maria Y. Orosa Street           |                          |                                    |   |                                                 |
| Resto di Parco Rizal            |                          |                                    |   |                                                 |
| Lato occidentale                |                          |                                    |   |                                                 |
| Nota: (*) Percorso pedonale     |                          |                                    |   |                                                 |